# COPS
COPS es una serie de televisión documental estadounidense que sigue y graba a agentes de policía y sheriff's de unas 150 ciudades de Estados Unidos durante las patrullas y otras actividades policiales. Inicialmente solo se filmaron episodios en el condado de Broward, Florida, pero más tarde la serie llegó a mostrar oficiales en distintos lugares del país.
Ha sido nominada 4 veces a los Emmys y ganó un American Television Award en 1993.
En Hispanoamérica la serie era trasmitida por TruTV. El 11 de noviembre de 2007, el programa llegó a los 700 episodios, fue cancelada en 2017, y se tenían planes para retransmitirlo en 2020, que fueron puestos en cancelación permanente el 1 de junio de ese año, a partir del rechazo social y las protestas en los Estados Unidos a causa de la muerte de George Floyd a manos de un agente de policía de Mineápolis encontrado como principal culpable del incidente. Un portavoces de Paramount Network declaró que "no se tienen planes para retransmitir el programa" en su canal.

## Emisión internacional
- Hispanoamérica: TruTV (desde el 2007), Pluto TV (desde abril de 2023).
- España: TVE 1 (1990-1995), Canal+ (1996-1999), Antena 3 (1999-2006), La Sexta (2007-2009), Neox (2009).
- Brasil: Rede Manchete (1990-1993), Rede Record (1993-2007), SBT (2007-presente).
- Chile: Televisión Nacional de Chile (1992-1997), Chilevisión (1997-2000), Megavisión (2000-2005), Canal 13 (2005-2009), La Red (2009-2015).
- Venezuela: Televen (1990-2000, 2008-2013).
- Argentina: Telefé (1991-1992, 1994-1999, 2005-2009), América TV (1993-1994), Azul Televisión (1999-2001), El Trece (2002-2005), Antina TV (2005-2014).
- Colombia: Canal A (R.T.I., 1992 a 1996), Caracol TV (1996-2001), Televicentro (2001-2013).
- Paraguay: SNT (1991-1998) (2000-2003), Paravisión (2005-2007) (2009-2012), Sur TV (2013-2016).
- Perú: ATV (1992-1997) (2000-2004), Global Televisión (2006-2008) (2010-2011), ATV Sur (2012-presente).
- Uruguay: Monte Carlo TV (1992-1996) (2001-2004), Canal 7 (Montevideo) (2009-2013).
- Puerto Rico: Univision (1995-1999) Telemundo (1993-2002).
- Guatemala: Guatevision (2005-2007) Trecevisión (Guatemala) (2009-2013).
- Reino Unido: CBS Drama, CBS Reality, Fox, Sony Crime Channel.